# Chiesa dei Santi Pietro e Agnese
La chiesa dei Santi Pietro e Agnese (in tedesco Kirche St. Peter und Agnes in Niederolang) è la parrocchiale di Valdaora di Sotto (Niederolang), frazione di Valdaora in Alto Adige. 
Appartiene al decanato di Brunico della diocesi di Bolzano-Bressanone e risale al XIII secolo.

## Storia

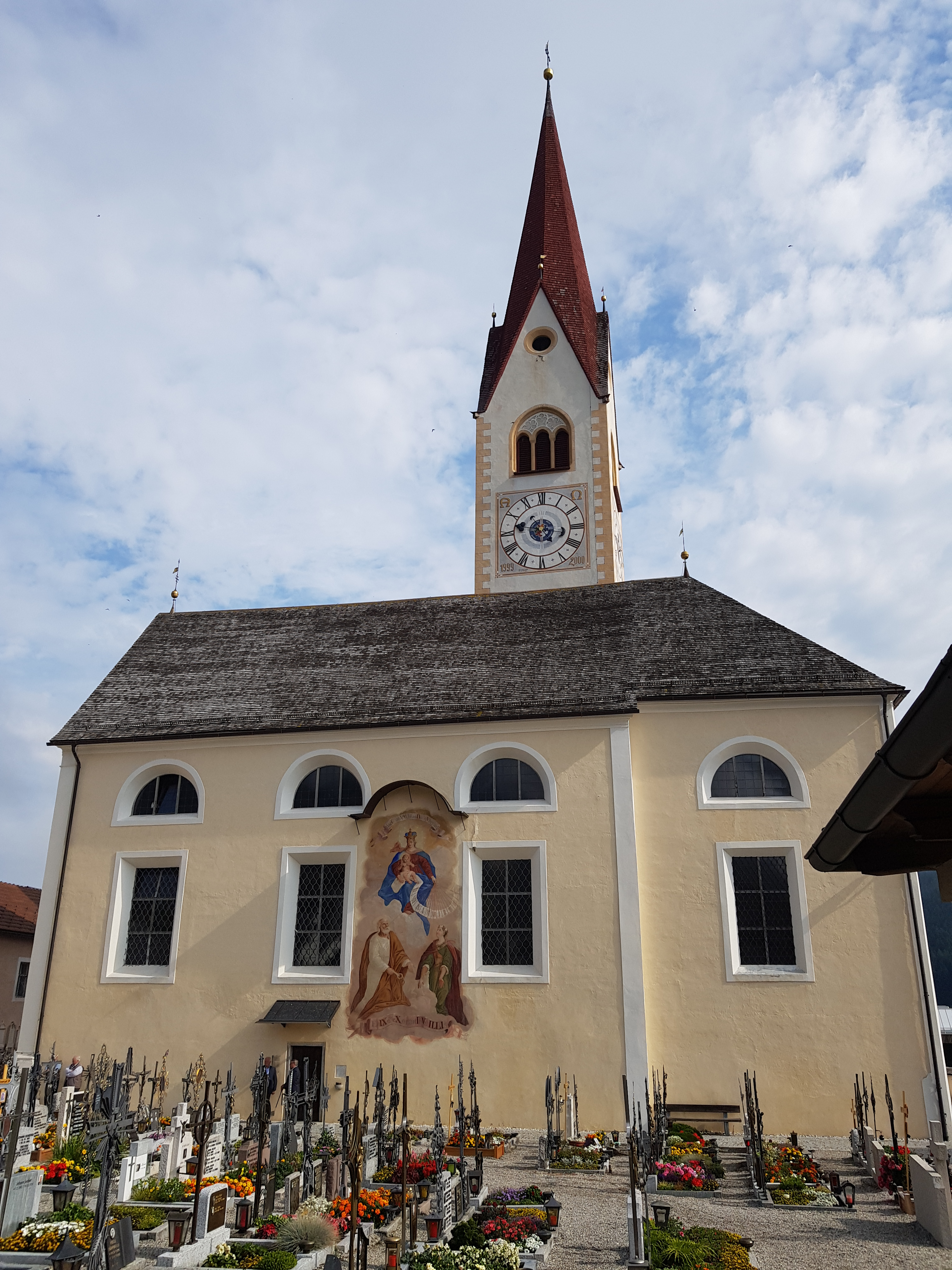
Facciata laterale con il camposanto della comunità.

La chiesa dei Santi Pietro e Agnese appartiene al nucleo delle prime chiese parrocchiali dell'intera Val Pusteria, già chiesa madre con molte chiese sussidiarie e luogo eletto per la sepoltura delle personalità dell'area. La prima documentazione storica risale al 1202, quando la parrocchia rientrava tra quelle soggette all'abbazia di Novacella sin dal 1221.
Fu oggetto di ampliamenti e ricostruzioni secondo lo stile barocco all'inizio del XVIII secolo quando vennero perdute le primitive strutture romaniche originali. La torre campanaria fu eretta tra il 1464 e il 1477.

## Descrizione

### Esterno
Il luogo di culto si trova nella frazione di Valdaora di Sotto e si presenta con aspetto barocco, dovuto alla sua ricostruzione avvenuta nel XVIII secolo. La facciata è sormontata da un piccolo campanile a vela e la torre campanaria si eleva nella parte posteriore laterale, nella zona absidale. Accanto alla chiesa si trova l'importante camposanto della comunità.

### Interno
La sala è a navata unica e ripartita in tre campate. Lo stile è barocco. Molte parti interne  come altari, pulpito, stalli del coro, fonte battesimale e la stessa porta della chiesa sono attribuite allo sculture di Bressanone Michael Rasner. Le decorazioni sono opera del pittore di Brunico Nikolaus Pedevilla. La pala d'altare che raffigura i Santi Pietro e Agnese è opera di Mathias Gasser mentre le parti affrescate nel soffitto, del 1922, sono state dipinte da Johann Matthias Pescoller.
Di grande valore artistico è il dipinto ad affresco seicentesco che raffigura la Madonna Incinta, opera di Giovanni di Brunico.